# 日照城市规划展览馆
日照城市规划展览馆位于山东省日照市东港区海曲东路北侧，日照水上运动基地南门西侧，日照奥林匹克水上公园内，为展示日照市城市规划与建设的专题展览馆。建筑地上三层，地下一层，建筑面积10189平方米，其外形采用“海上鸥舞”和“海上日出”的设计理念。

## 历史
该馆内部分为“印象日照”、“解读日照”和“展望日照”三个主展区，“印象日照”展区包括城市荣誉、城市记忆、近期建设等，“解读日照”展区包括总体规划、港区规划、区县规划、城市设计等，“展望日照”展区包括重点项目、亮点前瞻、未来规划等，其中在首层和二层西侧分别展示1：2000的日照市总体规划沙盘和1：500的日照城市中心规划沙盘。馆内在同类展馆中首次采用60米动感展墙，用于播放主城区和沿海及内陆各个旅游景点动画影像，另外亦设有120度弧幕影院和4D影院，用于播放日照城市形象宣传片。
该馆为免费开放，开馆时间为周二至周日的上午9时至11时30分和下午2时至4时30分，周一闭馆。